# Eriçó orellut
L'eriçó orellut (Hemiechinus auritus) és una espècie d'eriçó originària de països del centre d'Àsia i les muntanyes del Caucas. És més petit que l'eriçó comú; pesa un màxim de 500 grams (i una mitjana de 200) i és més ràpid. Té menys tendència a enrotllar-se en una bola per defensar-se dels depredadors i prefereix fugir d'ells o atacar-los amb les espines. A causa del seu estil de vida, té unes espines menys abundants i més curtes. Hiverna des de finals d'octubre fins al març. Sol viure uns 5 o 6 anys.